# Przejście graniczne Chyżne-Trstená
Przejście graniczne Chyżne-Trstená – polsko-słowackie przejście graniczne drogowe, położone w województwie małopolskim, w powiecie nowotarskim, w gminie Jabłonka, w miejscowości Chyżne, zlikwidowane w 2007.

## Opis
Przejście graniczne Chyżne-Trstená z miejscem odprawy granicznej po stronie słowackiej w miejscowości Trstená. Czynne było przez całą dobę. Dopuszczony był ruch osobowy, towarowy i mały ruch graniczny. Kontrolę graniczną osób, towarów oraz środków transportu wykonywała kolejno: Graniczna Placówka Kontrolna Straży Granicznej w Chyżnem, Placówka Straży Granicznej w Chyżnem, Placówka Straży Granicznej w Lipnicy Wielkiej.
Do przejścia granicznego po stronie polskiej prowadziła droga krajowa nr 7, która następnie po słowackiej przechodziła w drogę krajową nr 59. Również biegła tędy trasa europejska E77.
21 grudnia 2007 na mocy układu z Schengen przejście graniczne zostało zlikwidowane.

### Przejścia graniczne z Czechosłowacją
W okresie istnienia Czechosłowackiej Republiki Socjalistycznej funkcjonowały w tym miejscu polsko-czechosłowackie przejścia graniczne:
- Chyżne-Trstená – małego ruchu granicznego I kategorii. Zostało utworzone 13 kwietnia 1960[3]. Czynne było w godz. 6.00–19.00 w okresie letnim (maj–październik) i w godz. 8.00–18.00 w okresie zimowym (listopad–kwiecień). Dopuszczony był ruch osób i środków transportu na podstawie przepustek z wszelkich względów przewidzianych w Konwencji. Kontrola celna wykonywana była przez organy celne[4].
- Chyżne – drogowe (lata 60. XX w.). Dopuszczony był ruch osobowy turystyczny. Czynne było w godz. 6.00–19.00 w okresie letnim (maj–październik)[5]. 18 września 1964 rozszerzono o ruch towarowy[6].
- Chyżne – drogowe. Czynne było całą dobę. Dopuszczony był ruch osobowy i towarowy[7]. Kontrolę graniczną osób, towarów oraz środków transportu wykonywała Graniczna Placówka Kontrolna Chyżne.

W II RP istniało polsko-czechosłowackie przejście graniczne Chyżne-Trstena (miejsce przejściowe po drogach ulicznych), na drodze celnej Chyżne (polski urząd celny Chyżne) – Trstena (czechosłowacki urząd celny Trstena silnice). Dopuszczony był mały ruch graniczny. Przekraczanie granicy odbywało się na podstawie przepustek: jednorazowych, stałych i gospodarczych.

## W kulturze
Na terenie przejścia granicznego nagrywano scenę w serialu 07 zgłoś się (odcinek 6 Złoty kielich z rubinami)